# Панченки (Сумская область)
Панченки (укр. Панченки) — село,
Гарбузовский сельский совет,
Лебединский район,
Сумская область,
Украина.
Код КОАТУУ — 5922982703. Население по переписи 2001 года составляло 47 человек .

## Географическое положение
Село Панченки находится недалеко от истоков рек Ольшанка и Ревки.
Примыкает к селу Харченки, на расстоянии в 1 км расположены сёла Гарбузовка и Стеблянки.
Рядом проходит железная дорога, станция Гарбузовка в 3-х км.